# Iorgos Avgerópulos
Iorgos Avgerópulos (en grec: Γιώργος Αυγερόπουλος; Atenes, 1971) és un periodista i documentalista grec, creador de la premiada sèrie de documentals Exandas. Ha cobert notícies de Grècia i d'arreu del món per a diversos canals de televisió grecs. També va treballar com a corresponsal de guerra a Bòsnia, Croàcia, l'Iraq, l'Afganistan, Kosovo i Palestina. El 2000, va crear la sèrie de documentals Exandas (en català, sextant), que s'ha emès a la televisió pública grega i que ha guanyat molts premis en festivals de cinema i festivals de documentals a Grècia i a tot el món. El 2011 va produir L'experiment argentí, sobre el corralito, i el 2012 va publicar The midas Effect, que denunciava les condicions laborals a les mines d'or de Colòmbia. El seu darrer treball és L'últim senyal de la democràcia, sobre la desaparició de la televisió pública grega i la lluita dels treballadors per defensar-la.